# Морска битка при Гуадалканал
Морската битка при Гуадалканал, понякога наричана също Трета битка при Остров Саво или в японските източници като Трета битка в Соломоново море, се състои на 12 – 15 ноември 1942 г.
Тя е решителната битка от серията морски сражения между Съюзниците (по-конкретно САЩ) и Японската империя по време на кампанията на остров Гуадалканал при Соломоновите острови. Действията включват комбинирани въздушни и морски схватки в продължение на четири дни, най-вече около Гуадалканал, и са следствие от японските усилия да изпратят подкрепления към сухопътните си войски на острова. В хода на битката са убити двама американски адмирали.
Съюзническите сили правят десанта си на Гуадалканал на 7 август 1942 г. и превземат летището му, което се строи от японските строителни войски. Впоследствие японците правят няколко опита да си възвърнат летището, но всички те се провалят. В началото на ноември 1942 г. японците организират транспортен конвой, който да откара 7000 войници и провизии към Гуадалканал в опит да завземат летището. Няколко японски кораба започват артилерийски обстрел срещу летището с цел да унищожат съюзническите самолети, които представляват заплаха за конвоя. Научавайки за изпратените японски подкрепления, американските сили предприемат въздушна и морска офанзива, целяща да попречи на японските сили да достигнат Гуадалканал и летището.
В последвалата битка, и двете страни губят множество кораби в две изключително интензивни схватки през нощта. Все пак, американците успяват да изтласкат японските бойни кораби, бомбардиращи летището. Съюзническите самолети потапят много от японските транспортни кораби, попречвайки им да достигнат острова. С това, битката осуетява последния голям опит на Япония да изтласка съюзническите сили от Гуадалканал и Тулаги. Резултатът от битката е стратегическа победа за САЩ и Съюзниците.